# HDF Kino
Der HDF Kino e.V. (ehemals Hauptverband Deutscher Filmtheater e.V.) ist der älteste und größte Branchenverband von Betreibern von Kinos in Deutschland.
Der Verband vertritt tendenziell eher die größeren, Mainstream-orientierten Kinos. Daneben besteht als Vertretung der eher im Arthouse-Segment orientierten kommerziellen Kinos die Arbeitsgemeinschaft Kino – Gilde deutscher Filmkunsttheater. Die kommunalen bzw. nichtkommerziellen Kinos sind zumeist im Bundesverband kommunale Filmarbeit organisiert.

## Geschichte
Die Vorgängerorganisation war die Verbandsgemeinschaft der Westdeutschen Filmtheater (VWF).
Gegründet wurde der Verband 1950 in Wiesbaden unter dem Namen Zentralverband der Deutschen Filmtheater (ZDF). In den 1960er Jahren entwickelte sich ein konkurrierender Bundesverband, der dann mit dem Zentralverband der Deutschen Filmtheater zum Hauptverband Deutscher Filmtheater e.V. (HDF) fusionierte.
Der aktuelle Name der Organisation, die 2008 etwa 650 Mitglieder hatte, lautet HDF Kino e.V.
Offizielles Organ des HDF Kino war bis zu ihrer Einstellung im Dezember 2020 die wöchentlich erscheinende Fachzeitschrift Filmecho/Filmwoche.
Vorstandsvorsitzende ist Christine Berg, die zum 1. August 2019 Nachfolgerin von Thomas Negele wurde. Negele führte den Verband 14 Jahre und wurde 2019 zum Ehrenvorsitzenden gewählt.

## Zukunft Kino Marketing GmbH
Der Verband hält Anteile an einem Tochterunternehmen namens Zukunft Kino Marketing GmbH (ZKM) an dem auch der Verband der Filmverleiher (VdF), sowie der Multiplexverband Cineropa e.V. beteiligt sind.
Der Tätigkeitsschwerpunkt des Tochterunternehmens liegt in der Bekämpfung von sogenannten „Raubkopien“.
Nach eigenen Angaben ist die Zielgruppe die der Endverbraucher. Als Kommunikationsinstrumente kommen Kampagnen, Events, Film- und Videoproduktionen, Medienarbeit, Poster, Druckmaterialien, Auftritte in Print, Radio und TV, verschiedene Sprecher sowie eine Webseite zum Einsatz.
Kampagnen waren unter anderem:
- „Knast on Tour“ (2004–2006)
- „Raubkopierer können sich nicht verstecken“ (2006)
- „Raubkopierer sind Verbrecher“, seit 2005: Respect Copyrights

In den Kampagnen wird immer wieder der Eindruck erweckt, dass das Kopieren von Filmen generell erhebliche (Freiheits-)Strafen nach sich ziehe. Es wird auch der falsche Eindruck erweckt, illegale Kopien seien strafbar als Raub oder Verbrechen, dabei sind sie ein Vergehen. Die meisten Kommunikationsmaßnahmen nehmen eine entsprechende Aufklärung nicht vor.